# Mancuello y la Perdiz
Mancuello y la Perdiz es una novela escrita por el escritor paraguayo
Carlos Villagra Marsal, publicada en 1965.

## Argumento
La historia comienza cuando un peón conversa con el niño de la estancia de donde trabaja y para entretenerlo, mientras llega la lluvia luego de una larga sequía, le cuenta la historia del origen del silbido de la perdiz Kogoé : un malvado del pueblo, llamado Mancuello, tiene en vilo a todos los habitantes del lugar, con las terribles maldades que hace, pero a quien nadie se anima a enfrentar. La gota que colma el vaso fue un agravio que Mancuello le hace a una cruz. Entonces la gente del pueblo realiza una procesión para pedir dos cosas: el castigo a Mancuello y la anhelada lluvia, ya que la sequía se hacía larga. Durante una fiesta en una casa del pueblo Mancuello llega y cuando estaba iniciando unas de sus acostumbradas maldades, es castigado a latigazos por el arcángel Gabriel, personificado en un arribeño de nombre José. Mancuello desaparece bajo un estero y es convertido en una perdiz, al mismo tiempo que empieza la lluvia, con lo que termina la sequía, para alegría del pueblo. El niño, luego de que el peón se fuera al empezar la lluvia (igual que en la historia), queda en su pieza, sin poder dormir. Ahí recuerda que en la cena su padre comento que una banda de cuatreros fue arrestada. Y ya casi al amanecer, luego de una noche de insomnio, cae en la cuenta que los ojos del peón son grises, igual a los del arcángel Gabriel.

## Premios
- Premio La Tribuna (1965)[2]